# Иглу
Иглу (инукт. ᐃᒡᓗ ), неправилно игло, је зимска кућа начињена од ледених и снежних плоча у облику две или више купола спојених тунелом. Првобитно су је правили Ескими. Они се обично везују за све Ескиме, али их праве само они из Канаде и гренландске покрајине Канак. Остали такође праве куће од снега, али је њихова основна структура уси, посебна зубна кост код појединих врста китова. Снег у иглуима омогућује бољу термоизолацију.
Иако се иглуи често повезују са свим Инуитима, традиционално су их користили само становници канадског централног Арктика и области Каанаак на Гренланду. Други Инуити су имали тенденцију да користе снег за изолацију својих кућа, које су биле изграђене од китове кости и кожа. Снег се користи, јер га ваздушни џепови заробљени у њему чине изолатором. Напољу, температуре могу бити ниже до −45 °C (−49 °F), али унутрашња температура може да се креће од −7—16 °C (19—61 °F) када се загрева само топлотом тела.

## Номенклатура
Ова реч на инуитском језику iglu (множина igluit) може да се користи за кућу или дом изграђен од било ког материјала, и није ограничена искључиво на снежне куће (назване посебно igluvijaq, множина igluvijait), већ укључује традиционалне шаторе, земунице, домове изграђена од морем нанетог дрвета и модерних зграда.
Неколико дијалеката широм канадског Арктика (сиглитун, инуинактун, нацилингмиутут, кивалик, северни бафин) користи iglu за све зграде, укључујући снежне куће, и то је термин који користи Влада Нунавута. Изузетак од овога је дијалект који се користи у региону Иглулик. Iglu се користи за друге зграде, док се igluvijaq, (множина igluvijait, инуктитутски слогови: ᐃᒡᓗᕕᔭᖅ) посебно користи за снежну кућу. Ван културе Инуита, међутим, иглу се односи искључиво на склоништа изграђена од блокова набијеног снега, углавном у облику куполе.

## Врсте
Постоје три врсте традиционалних иглуа.
- Најмањи се праве и користе за привремени смештај, обично приликом ловачких излета, и користе се једну или две ноћи. Често се праве на леду.[10]
- Следећи су средњи по величини, и користе се за окупљања две или три породице. Често више оваквих иглуа чине инуитско село.
- Највећи су грађени за дужу употребу, и могу примити око 20 људи, а састоје се од пет соба. Овакви иглои су често међусобно повезани тунелима.

## Конструкција
Облик куполе се приближно може описати математички, хиперболичним косинусом. Ова крива се у математици назива и ланчаница. Овакав облик обезбеђује велику стабилност куполе. Снег за израду треба да буде растресит (суви снег) у ком се налази заробљено доста ваздуха, који обезбеђује термоизолацију. Блокови којим се граде се тестерама исецају из нагомиланог снега, да би имали и потребну чврстоћу. Иглу на улазу обично има тунел који смањује ударе ветра и снега ка унутрашњости. Унутрашњост иглуа чини нижи део, близу тунела где се распоређује хладнији ваздух, и виши у ком Ескими спавају, где се распоређује топлији ваздух. У унутрашњост иглуа је обично температура нула степени целзијусових, док је напољу температура -30 °C и ниже.
Снежни иглуи нису сферни, већ су изграђени у кривуљи ланчане мреже, или, посебно у наукама о материјалима, успињаче, облик који више личи на параболоид. Користећи овај облик, мања је вероватноћа да ће напрезање снега како стари и сабија се проузроковати његово увијање јер су у обрнутом параболоиду или катеноиду притисци ближи искључиво компресивном.
Појединачне снежне цигле почињу са 4 стране и секу се из земље тестерама и сечивима налик мачети, али се затим често секу у 5 или 6-стране облике како би се повећало структурално међусобно повезивање, слично камењу које се користило у царство Инка.
Иглуни постепено постају краћи током времена због компресивног пузања снега.

## Методе грађења
Снег који се користи за изградњу иглуа мора имати довољну структурну чврстоћу да би се могао исећи и правилно сложити. Најбољи снег који се користи за ову сврху је снег који је нанео ветром, који може да послужи за сабијање и спајање кристала леда; снег који се благо слегао на земљу по мирном времену није користан. Рупа која остаје у снегу где су блокови исечени обично се користи као доња половина заклона.
Изолациона својства снега омогућавају да унутрашњост иглуа остане релативно топла. У неким случајевима, један блок чистог слатководног леда се умеће да би светлост ушла у иглу. Иглуи коришћени као зимска склоништа имали су кревете од растреситог снега, коже и крзна карибуа. Понекад се на улазу направи кратак тунел, како би се смањио утицај ветра и губитак топлоте када се врата отворе. Као врата се могу користити животињске коже или снежни блок.
Архитектонски, иглу је јединствен по томе што је купола која се може подићи из независних блокова који се наслањају један на други и полирају да стану без додатне потпорне конструкције током изградње. Иглу који је правилно изграђен издржаће тежину особе која стоји на крову.
Традиционално, иглу би могао да се намерно консолидује одмах након изградње тако што се прави велики пламен са кудликом (кулик, камена лампа), накратко чинећи унутрашњост веома загрејаном, што узрокује да се зидови лагано топе и слежу. Топлота тела је такође адекватна, мада спорија. Ово отапање и поновно замрзавање ствара слој леда који доприноси јачини иглуа.
- Изградња иглуа
- Бочни пресек иглуа
- Метод слагања снежних блокова

Платформа за спавање је издигнута површина. Пошто се топлији ваздух диже, а хладнији се таложи, улазни део делује као хладна замка, док ће простор за спавање задржати топлоту коју генерише пећ, лампа, топлота тела или други уређај.
Централни Инуити, посебно они око Дејвисовог мореуза, облажу стамбени простор кожом, што би могло да повећа температуру унутар њих од око 2 °C (36 °F) до 10—20 °C (50—68 °F).
- Иглуи
- Процес изградње иглуа методом снежних цигли на пола пута
- Унутрашњост иглуа, окренута према пролазу који води до улаза